# 2 Pułk Przedniej Straży Buławy Wielkiej Koronnej

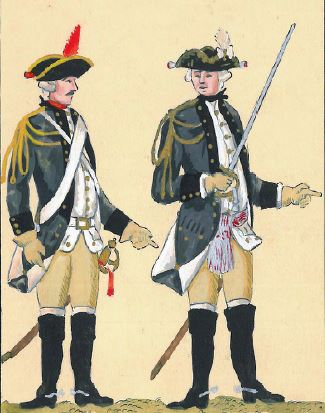
Mundur żołnierzy pułku do 1791

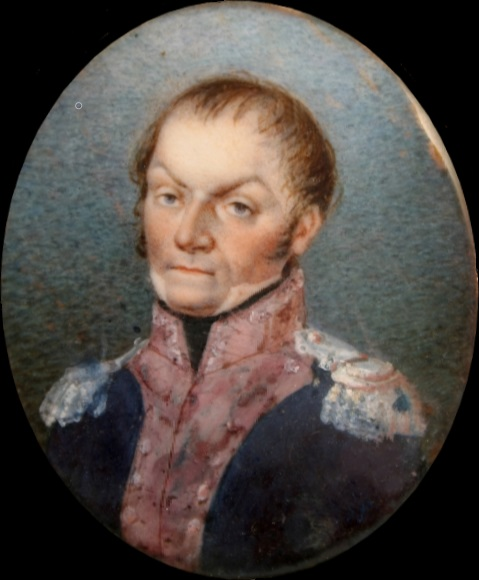
Józef Zajączek

2 Pułk Przedniej Straży Buławy Wielkiej Koronnej – oddział kawalerii armii koronnej wojska I Rzeczypospolitej.

## Formowanie i zmiany organizacyjne
Sformowany w 1789 z regimentu tegoż imienia dragonów. W styczniu 1789 posiadał 255 „głów”.
Zgodnie z planowanym etatem 100-tysięcznej armii Rzeczypospolitej Obojga Narodów pułk miał liczyć etatowo 1369 „głów”. W sztabie wyższym miało służyć 5 oficerów, w średnim i niższym – 15. W skład pułku miało wejść 10 chorągwi po 135 „głów” każda. Etat ten nie został zrealizowany i rozpoczęto formowanie 65-tysięcznej armii. Pułk w tym przypadku miał liczyć etatowo 1099 „głów” w tym 19 w sztabie i 8 chorągwi po 135 osób.
Pułk w 1792 liczył 1016 „głów” i 1016 koni. Przed wybuchem wojny z Rosją, wiosną 1792 liczył według etatu 1099 żołnierzy a faktycznie posiadał 1046. W marcu 1792 stacjonował w Czeczelniku.
W następstwie drugiego rozbioru, stacjonujący w Smile i w Jampolu pułk znalazł się za kordonem i 6 maja 1793 roku został wcielony do wojska rosyjskiego pod nazwą żytomierskiego pułku lekkokonnego.
Po wybuchu insurekcji kościuszkowskiej pułk został rozbrojony. Około 150 kawalerzystów zdołało się przedrzeć do insurekcji.
Jego żołnierze walczyli pod Zieleńcami (17 czerwca 1792), Włodzimierzem (8 lipca 1792) i w potyczce pod Dubnikami.

## Stanowiska
- Mohilow[7], Chwastów (XII 1789)[9], Czeczelnik (1792)

## Żołnierze regimentu
Obsada pułku była identyczna jak 1 pps im. Królowej. Do 1789 roku regiment etatowo liczył 24 oficerów z szefem i regimentsfelczerem włącznie. W sztabie służyli: szef, pułkownik, podpułkownik, major, kwatermistrz, audytor, adiutant w randze porucznika. W kompaniach służyło: dwóch kapitanów z kompanią, dwóch kapitanów sztabowych (agrègè), sześciu poruczników i sześciu chorążych. Szefa i pułkownika w dowodzeniu kompaniami zastępowali kapitanowie sztabowi. Podpułkownik i major osobiście dowodzili swoimi kompaniami. W 1790, po utworzeniu pułku straży przedniej, podpułkownik otrzymał kompanię, pojawił się drugi major, trzech nowych kapitanów sztabowych, drugi adiutant, dwóch nowych poruczników i dwóch nowych chorążych, co dało teoretyczną liczbę 34 oficerów w pułku.
Szefowie regimentu:
- Franciszek Ksawery Branicki (8 XI 1774-)

Pułkownicy:
- Antoni Granowski (1754-1579)
- Karol Malczewski (1780-1787)
- Józef Zajączek (1787- 4 V 1792)
- Michał Strzałkowski (7 VIII 1792-)

## Hierarchia regimentu
- regiment arkebuzjerów hetmana wielkiego koronnego Adama Mikołaja Sieniawskiego (-1717) → regiment dragonii Buławy Wielkiej Koronnej (1717-1789) → pułk 2 przedniej straży Buławy Wielkiej Koronnej (1789-1793) ↘ żytomierski pułk lekkokonny